# Heiningen, Baden-Württemberg
Heiningen är en kommun i Landkreis Göppingen i regionen Stuttgart i Regierungsbezirk Stuttgart i förbundslandet Baden-Württemberg i Tyskland.
Kommunen ingår i kommunalförbundet Voralb tillsammans med kommunen Eschenbach.